# لیتل بیلینگز
لیتل بیلینگز (به انگلیسی: Little Bealings) یک روستا و محله مدنی در بریتانیا است که در Suffolk Coastal واقع شده‌است. لیتل بیلینگز ۴۲۰ نفر جمعیت دارد.